# Салинас, Родриго
Родри́го Хавье́р Сали́нас (исп. Rodrigo Javier Salinas; 4 июля 1986, Бериссо, Аргентина) — аргентинский футболист, нападающий клуба «Чакарита Хуниорс».

## Биография
Салинас начал свою профессиональную карьеру в «Вилье Сан-Карлос» в 2004 году, и оставался в клубе Примеры С до 2009 года, сыграв в общей сложности 93 матча и забив 13 голов. «Годой-Крус» из аргентинской Примеры подписал Салинаса в 2009 году. В свой дебютный сезон он забил три мяча, а именно оформив хет-трик в матче с «Тигре» 12 апреля 2010 года (6:2). За всю карьеру в команде он забил девять мячей в 54 матчах. Будучи в «Годое», игрок дважды отдавался в аренду — клубам «Росарио Сентраль» и «Унион Санта-Фе». В Росарио он не сумел отличиться, однако в «Унионе» поразил ворота противника восемь раз.